# OK Liga 2020-21
La OK Liga 2020-21 fue la 52.ª edición del torneo de primer nivel del campeonato español de hockey sobre patines en categoría masculina. Está organizado por la Real Federación Española de Patinaje.
Varios partidos han tenido que aplazarse debido a la aparición de casos del COVID-19
Esta categoría está compuesta por un solo grupo con 16 equipos enfrentándose en formato de liga a doble vuelta, obteniendo plaza los nueve primeros clasificados para disputar las competiciones europeas de la siguiente temporada y debiendo descender los dos últimos a OK Liga Plata.

## Equipos
| Club                    | Localidad                | Pabellón                             | Temporada anterior |
| ----------------------- | ------------------------ | ------------------------------------ | ------------------ |
| Fútbol Club Barcelona   | Barcelona                | Palau Blaugrana                      | OK Liga            |
| Hockey Club Liceo       | La Coruña                | Palacio de los Deportes de Riazor    | OK Liga            |
| Reus Deportiu           | Reus                     | Palacio de Deportes Reus Deportiu    | OK Liga            |
| Club Esportiu Noia      | San Sadurní de Noya      | Pabellón Olímpico del Ateneo         | OK Liga            |
| Igualada Hoquei Club    | Igualada                 | Polideportivo Les Comes              | OK Liga            |
| CE Lleida Llista Blava  | Lérida                   | Pabellón 11 de Setembre              | OK Liga            |
| Club Hoquei Caldes      | Caldas de Montbui        | La Torre Roja                        | OK Liga            |
| Club Patí Voltregà      | San Hipólito de Voltregá | Pabellón Municipal de Deportes       | OK Liga            |
| Girona Club de Hoquei   | Gerona                   | Pabellón de Palau II                 | OK Liga            |
| Club Patí Calafell      | Calafell                 | Pabellón Joan Ortoll                 | OK Liga            |
| Club Patí Vic           | Vich                     | Pabellón Olímpico                    | OK Liga            |
| Club Hoquei Lloret      | Lloret de Mar            | Pabellón Municipal de Deportes       | OK Liga            |
| Club Hoquei Palafrugell | Palafrugell              | Pabellón municipal de patinaje       | OK Liga            |
| Club Patí Taradell      | Taradell                 | Pabellón Municipal El Pujoló         | OK Liga            |
| Club Hoquei Mataró      | Mataró                   | Polideportivo Municipal Jaume Parera | OK Liga Plata      |
| CE Vendrell             | Vendrell                 | Pabellón del CE Vendrell             | OK Liga Plata      |

## Clasificación
| | Equipo                   | Puntos | J  | G  | E  | P  | GF  | GC  | DG  |
| --- | ------------------------ | ------ | -- | -- | -- | -- | --- | --- | --- |
| 1 | FC Barcelona             | 83     | 30 | 27 | 2  | 1  | 208 | 54  | 154 |
| 2 | Deportivo Liceo          | 76     | 30 | 25 | 1  | 4  | 131 | 51  | 80  |
| 3 | CH Caldes Recam Làser    | 62     | 30 | 19 | 5  | 6  | 115 | 86  | 29  |
| 4 | Reus Deportiu Miró       | 61     | 30 | 19 | 4  | 7  | 157 | 87  | 70  |
| 5 | CE Lleida Llista Blava   | 54     | 30 | 16 | 6  | 8  | 96  | 75  | 21  |
| 6 | CE Noia Freixenet        | 45     | 30 | 14 | 3  | 13 | 117 | 106 | 11  |
| 7 | CP Voltregà Stern Motor  | 41     | 30 | 12 | 5  | 13 | 94  | 92  | 2   |
| 8 | CP Calafell Tot L'any    | 39     | 30 | 12 | 3  | 15 | 83  | 96  | -13 |
| 9 | Igualada Rigat HC        | 39     | 30 | 12 | 3  | 15 | 90  | 102 | -12 |
| 10 | Garatge Plana Girona CH  | 38     | 30 | 10 | 8  | 12 | 79  | 89  | -10 |
| 11 | CH Palafrugell           | 36     | 30 | 9  | 9  | 12 | 93  | 111 | -18 |
| 12 | CE Vendrell              | 29     | 30 | 7  | 8  | 15 | 79  | 106 | -27 |
| 13 | CP Taradell              | 28     | 30 | 7  | 7  | 16 | 76  | 133 | -57 |
| 14 | CH Lloret Vila Esportiva | 25     | 30 | 5  | 10 | 15 | 83  | 135 | -52 |
| 15 | CP Vic                   | 15     | 30 | 4  | 3  | 23 | 59  | 140 | -81 |
| 16 | CH Mataró                | 8      | 30 | 1  | 5  | 24 | 54  | 151 | -97 |
| Fuente: Federación Española de Patinaje: Clasificación de la OK Liga de hockey sobre patines; actualización automática |                          |        |    |    |    |    |     |     |     |